# Callipodella mostarensis
Callipodella mostarensis är en mångfotingart som först beskrevs av Karl Wilhelm Verhoeff 1901.  Callipodella mostarensis ingår i släktet Callipodella och familjen Schizopetalidae. Utöver nominatformen finns också underarten C. m. kerkana.